# Bulls on Parade
«Bulls on Parade» (рус. «Быки на параде») — песня американской рок-группы Rage Against the Machine из альбома Evil Empire, выпущенного в 1996 году.

## Содержание песни
Песня «Bulls on Parade» адресована военно-промышленному комплексу США (в первую очередь, «Этот пятисторонний кулак-о-гон (Пентагон)» («That five sided fist-a-gon»)) , где Зак доносит своё мнение о том, что Пентагон "использует пушки", а не разговоры". В строчках "Оружие - не еда, ни дома, ни обувь, ни необходимость, лишь подкормка для военного животного-каннибала" (Weapons, not food, no homes, not shoes, not need, just feed the war cannibal animal) можно увидеть явный антивоенный мотив.

## Интересные факты
- Во время выступления с песней «Bulls on Parade» на программе Субботним вечером в прямом эфире группа Rage Against the Machine была изгнана с передачи в связи с тем, что флаги США были перевернуты.[5]
- По версии Guitar World песня «Bulls on Parade» заняла 23 место в списке 100 величайших гитарных соло.[6]
- Доступна в игре Guitar Hero III: Legends of Rock, которая открывается после победы над Томом Морелло в гитарной битве.
- Также гитарный рифф песни засемплирован в треке Smack My Bitch Up группы The Prodigy.